# Јавор папирасте коре
Јавор папирасте коре (Acer griseum) име рода је латински назив за јавор, али истовремено је и придев: ācer, ācris, ācre који значи оштар, оштра, оштро, вероватно због оштро зашиљених режњева листа већине јавора. Епитет врсте griseum на латинском значи сиво због сивог наличја листа. Таксон је први описао 1894. француски ботаничар Франше (Adrien René Franchet, 1834-1900) у Journal de Botanique. (издавач L. Morot) 8:294. као варијетет Acer nikoense var. griseum Franch., да би Пакс (Ferdinand Albin Pax, 1858-1942) 1902. у Das Pflanzenreich 8(IV. 163): 30, подигао таксон на ниво врсте. У Kини овај јавор се назива јавор крваве коре (血皮枫 ксуе пи фенг) јер су делови коре који се љуште црвенкасти.

## Опис врсте
Јавор папирасте коре је мало до средње листопадно дрво које достиже 6-10 m (у постојбини и 20 m), ширину овалне круне 5-6 m и пречник стабла 25 cm. Кора је глатка, сјајна наранџастоцрвена, љушти се у танким папирастим слојевима и на најмлађим стаблима, старија добија пукотине. Изданци цилиндрични, прво густо љубичасто паперјасто маљави, оголевају у другој или трећој вегетацији и кора почиње да се љушти у трећој или четвртој години. Пупољци мали, тамни.
Лист је сложен са густо маљавом дршком дугом 2-4 cm и три елиптичне лиске, од којих је свака дуга 3-10 cm и 2-6 cm широка, оштрог врха, тамно зеленог лица и светло плавозеленог наличја, са неколико тупих зубаца по ивици и густо маљавим нервима. Средња лиска клинастог врха, гробо назубљена са 2-3 велика тупа зуба, са кратком дршком, бочне лиске седеће.
Андродиецијске, понекад андромоноецијске, мале, длакаве, жутозелене цимозне цвасти, обично са 3 цвета, на 2-3 cm дугим густо длакавим дршкама. Цветови петочлани са 10 голих прашника. Цвета у априлу.
Плод је двојна шизокарпна, крилата, жуто зелена, густо длакава, лоптаста орашица, 8-10 × 6-8  mm, дуга, са крилима 3,2-3,8 × 1,4 cm; леђне линије крила склапају угао око 90°. Плодоноси у септембру.

## Ареал
Расте у мешовитим шумама од 1500 до 2000 m н.в. у кинеским покрајинама Гансу (југоисточно), Хенан (југозападно), Хубеј (западно), Хунан (северозападно), Шенси (јужно), Шанси (јужно), Сичуан (источно). Данас је ареал веома искидан и смањен уз даље опадање.
Acer griseum је интродуковао у Европу 1901. године, Вилсон (Ernest Henry Wilson 1876-1930) енглески колекционар биљака који је послао и семе неких других далекоисточних јавора као нпр. јавора маљавог цвета. У Северну Америку унесен је непосредно после у Арнолд арборетум. 

## Биоеколошке карактеристике
Најбоље се развија на сунцу, али и у делимичној сенци, на влажним, благо киселим, глиновитим, добро дренираним земљиштима. Врста је нетолерантна на сушу. Споро расте, а издржава ниске температуре до –29 °C. 

## Примена
Један од великог броја таксона јавора широко гајених као декоративне биљке у умереном појасу. Као и већина њих, Acer griseum има упечатљиве боје листа у јесен, нијансе црвене, наранџасте и ружичасте, али и изузетно украсну кору. Ова особина чини га декоративним током сва четири годишња доба. Декоративност се може додатно појачати производњом садница са више стабала. Добро је познат у хортикултури, али због потешкоћа у размножавању релативно мало гајен, истовремено и скуп. Веома је погодан за окућнице у пределима блиским природи и градским вртовима. Као мало дрво идеалан је за мање окућнице и дворишта. Заслужује место где његове украсне карактеристике долазе до изражаја (у патију или близу маста где се седи). Популаран као бонсаи, посебно у Европи.
Лако се одржава, не тражи орезивање, а ако је оно неопходно, треба избегавати пролећну мезгру због интензивног лучења сокова.

## Размножавање
Размножава се семеном, резницама и калемљењем. Генеративна репродукција обавља се уз знатне потешкоће због тенденције ка партенокарпији (око 95% семена није клијаво) и тежем облику интерне дормантности семена. У вези са тим 2015. Северноамеричко-кинески конзорцијум за истраживање биљака (North America-China Plant Exploration Consortium, NACPEC) предузео је експедицију сакупљања семена различитих провенијенција како би се повећала генетичка разноврсност гајених биљака јавора папирасте коре. 
Зреле резнице се тешко ожиљују, док је успех већи са зеленим. Зелене резнице узете са форсираних матичњака у априлу третиране са 0,8% IBA и пободене у супстрат од 2 дела тресета и 1 делом песка, ожиљују се 86% под мистом у стакленику. Кофактор ожиљавања нађен код пет врста јавора делимично детерминисан као фенолно једињење стимулисао је ожиљавање зелених резница јавора папирасте коре. Калеми се бочним спајањем на подлоге Acer maximowiczianum у посудама током јануара-фебруара.